# Strada Xenofon
Strada Xenofon este o stradă din sectorul 4, București, România.

## Descriere
Strada Xenofon, singura stradă în trepte din București, este orientată de la est spre vest, are 70 de trepte, desfășurându-se pe o lungime de 100 de metri între Strada Constantin Istrati și Aleea Suter și se află în vecinătatea Parcului Carol .
Strada ajunge până în cel mai înalt punct natural din București, pe Dealul Filaret, acolo unde se află Palatul Suter, azi Hotel Carol.

## Artă urbană
În luna iulie 2014, în cadrul proiectului socio-cultural "Bucureștiul tău la scară", strada a fost readusă la viață de către artista plastică Eva Radu, care a pictat aici 8 clădiri reprezentative ale Bucureștiului: Opera Română, Ateneul Român, Arcul de Triumf, Muzeul Național de Artă, Mausoleul din Parcul Carol, Teatrul National, Muzeul Țăranului Român și Casa Poporului, reprezentând un tribut adus capitalei.
În luna august 2015, aceeași artistă a redat o altă față străzii, cascada montană pictată aici creând o oază urbană în apropiere de Parcul Carol.